# Пам'ятки архітектури Мостиського району
У Мостиському районі Львівської області нараховується 43 пам'ятки архітектури.
| пор.№              | Найменування пам'ятки                                                     | Датування            | Місцезнаходження                | Охоронний № і номер у комплексі |
| ------------------ | ------------------------------------------------------------------------- | -------------------- | ------------------------------- | ------------------------------- |
| 1                  | Церква Св.Бориса і Гліба (дер.)                                           | ХУІІ ст., 1812р.     | с.Буховичі                      | 1374 / 1                        |
| 2                  | Дзвіниця церкви Св. Бориса і Гліба (дер.)                                 | 1812р.               | с.Буховичі                      | 1374 / 2                        |
| 3                  | Церква Воздвиження Чесного Хреста(дер)                                    | 1729р                | с.Годині                        | 1375 / 1                        |
| 4                  | Дзвіниця ц.Воздвиження Чесного Хреста (дер)                               | ХІХст.               | с.Годині                        | 1375 / 2                        |
| 5                  | Церква Собору Пресвятої Богородиці (мур.)                                 | 1659р                | с.Гостинцеве                    | 1377 / 1                        |
| 6                  | Дзвіниця церкви Собору Пресвятої Богородиці (дер.)                        | ХУІІІст.             | с.Гостинцеве                    | 1377 / 2                        |
| 7                  | Церква Св.Миколи (дер.)                                                   | 1653р.               | с.Дмитровичі                    | 1376 / 1                        |
| 8                  | Дзвіниця церкви Св.Миколи (дер)                                           | 1690р                | с.Дмитровичі                    | 1376 / 2                        |
| Місцевого значення |                                                                           |                      |                                 |                                 |
| м.Мостиська        |                                                                           |                      |                                 |                                 |
| 9                  | Костьол Св. Івана Хрестителя (мур.)                                       | 1604 р.              | вул. Вербова,47                 | 2303-М                          |
| 10                 | Церква Покрова Пресвятої Богородиці (дер.)                                | 1722р. (1725р.)      | вул. Завади, 25                 | 478/І-М                         |
| 11                 | Дзвіниця церкви Покрови Пресвятої Богородиці (дер.)                       | XIX ст.              | вул. Завади, 25                 | 478/2-М                         |
| 12                 | Костьол Св. Анни (мур.)                                                   | 1598 р.              | вул. Т.Костюшка                 | 2304-М                          |
| 13                 | Палац (мур.)                                                              | 1 пол. XIX ст.       | вул. Рудниківська,152           | 479-М                           |
|                    | -----------------------------------------------                           | -------------------- | ------------------------------- |                                 |
| 14                 | Церква Св. Параскеви (дер.)                                               | 1773 р.              | с. Боляновичі                   | 2326-М                          |
| 15                 | Церква Св. Миколая                                                        | XVII ст.             | с. Буців                        | 1196/І-М                        |
| 16                 | Дзвіниця церкви Св. Миколая                                               | XVII ст.             | с. Буців                        | 1196/2-М                        |
| 17                 | Церква Св. ап. Петра і Павла (дер.)                                       | 1991 р.              | с. Вишенька                     | 2328-М                          |
| 18                 | Церква Св.пр.Іллі (дер.)                                                  | 1910 р.              | с. Вовчищовичі                  | 2307-М                          |
| 19                 | Церква Благовіщення Пресвятої Богородиці (дер)                            | 1840 р.              | с. Волиця                       | 2322-М                          |
| 20                 | Церква Св.Ів.Хрестителя (дер.)                                            | 1910 р.              | с.Волостків                     | 2308-М                          |
| 21                 | Церква Різдва Пресвятої Богородиці(дер.)                                  | 1778 р.              | с. Дитятичі                     | 2325-М                          |
| 22                 | Церква Св. Дмитрія (дер.)                                                 | 1857 р.              | с. Зав”язанці                   | 2309-М                          |
| 23                 | Церква Вознесіння Господнього(дер.)                                       | 1855 р.              | с. Костильники                  | 2310-М                          |
| 24                 | Церква св. Юрія (дер.)                                                    | 1849 р.              | с. Кропильники                  | 2311-М                          |
| 25                 | Двір (мур.)                                                               | XYIII ст.            | с. Крисовичі                    | 481-М                           |
| 26                 | Церква Семеона Стовпника (дер.)                                           | 1803 р.              | с. Крукеничі                    | 2328-М                          |
| 27                 | Церква Положення Ризи Пресвятої Богородиці (дер.)                         | 1893 р.              | с. Липники                      | 1312-М                          |
| 28                 | Церква Воздвиження Чесного Животворного Хреста (дер.)                     | 1845 р.              | с. Мокряни Великі               | 2306-М                          |
| 29                 | Церква Пресвятої Трійці (дер.)                                            | 1859 р.              | с. Ніговичі                     | 2313-М                          |
| 30                 | Церква Різдва Пр. Богородиці (дер.)                                       | 1660 р.              | с. Підліски                     | 2314-М                          |
| 31                 | Церква Воздвиження Чесного Животворного Хреста (дер.)                     | 1864 р.              | с. Плешевичі                    | 2315-М                          |
| 32                 | Костел Св. Миколая (дер.)                                                 | 1667 р.              | с. Пнікут.                      | 881-М                           |
| 33                 | Церква Вознесіння Господнього(дер.)                                       | 1902 р.              | с. Санники                      | 2316-М                          |
| 34                 | Церква Введення в храм Пресвятої Богородиці (дер.); згоріла 10.05.2000 р. | 1906 р.              | с. Стоянці                      | 2317-М                          |
| 35                 | Церква св. Стефана (дер.)                                                 | 1901 р.              | с. Судковичі                    | 2318-М                          |
|                    |                                                                           |                      | м.Судова Вишня                  |                                 |
| 36                 | Палац                                                                     | 2 пол.XIX ст.        | вул. Заводська, 25              | 480-М                           |
| 37                 | Папірня                                                                   | 1785 р.              |                                 | 2305-М                          |
| 38                 | Церква Преображення Господнього                                           | поч.ХХ ст.           |                                 | 2323-М                          |
| 39                 | Церква св. Трійці                                                         | поч.ХХ ст.           |                                 | 2324-М                          |
| 40                 | Церква Св. архангела Михаїла (дер.)                                       | 1897 р.              | с. Тишковичі                    | 2319-М                          |
| 41                 | Церква Св. Миколая (дер.)                                                 | 1587 р.              | с. Чишки                        | 1197/1-М                        |
| 42                 | Дзвіниця церкви Св. Миколая                                               | 1587 р.              | с. Чишки                        | 1197/2-М                        |
| 43                 | Церква Успення Пр.Богородиці (дер)                                        | 1890 р.              | с. Ятвяги                       | 2320-М                          |

## Джерело
Перелік пам'яток Львівської області [Архівовано 16 вересня 2012 у Wayback Machine.]